# 1182 Ilona
1182 Ilona este un asteroid din centura principală, descoperit pe 3 martie 1927, de Karl Reinmuth.